# IPhone SE (1-го покоління)
iPhone SE — смартфон, що виробляється і продається компанією Apple Inc., як частина лінійки пристроїв iPhone. Телефон був презентований 21 березня 2016 року в штаб-квартирі компанії в Купертіно і випущений 31 березня 2016. Він є прямим наступником для iPhone 5S, але включає також і деякі можливості від більшого за нього iPhone 6S, хоча і залишається з меншим, 4-дюймовим дисплеєм та майже ідентичний дизайн, як у iPhone 5S. iPhone SE був спроєктований для потенційних покупців з Індії та Китаю, що не мають грошей чи ресурсів, щоб купувати останні моделі, але хочуть отримати нові можливості, включно із 12-мегапіксельною камерою.  Презентація телефону 21 березня пройшла по всьому світу.

## Технічні характеристики[4]
| Анонсований:   | 21 березня 2016 |
| Розміри:       | 123.8 × 58,6 × 7.6 мм (4.87 × 2,31 × 0.30 in)                                                                                  |
| Вага:          | 113 g (3.99 oz) |
| Дисплей:       | 4.0 inches (640 x 1136 pixels (~326 ppi pixel density)                                                                         |
| Чипсет:        | Apple A9 (Dual-core 1.84 GHz) (six-core graphics)                                                                              |
| Сховище:       | 16/64 ГБ |
| Обсяг пам'яті: | 2048 МБ (2 ГБ) |
| Камера:        | 12‑megapixel 4K video recording at 30fps; 1080p HD video recording at 30fps, 60fps & 120fps; 720p HD video recording at 240fps |
| Акумулятор:    | 1642 мА·год |
| Сенсори:       | Сканер відбитків пальців, акселерометр, гіроскоп, сенсор наближення, компас                                                    |
| Кольори:       | Срібний, Space Gray, Золотий, Rose Gold                                                                                        |